# Руда-Мацейовська
Руда-Мацейовська (пол. Ruda Maciejowska) — село в Польщі, у гміні Ополе-Любельське Опольського повіту Люблінського воєводства.